# ماتیاس مولر (کارافرین)
ماتیاس مولر (انگلیسی: Matthias Müller) (زاده ۱۹۵۳) کارآفرین، صنعت‌گر و مدیر ارشد اجرایی آلمانی است، که به‌عنوان مدیر عامل اجرایی گروه فولکس‌واگن فعالیت می‌کند. وی همچنین ریاست هیئت مدیره شرکت‌های پورشه، پورشه اس‌ای و شرکت فولکس‌واگن را نیز برعهده دارد.